# Helechosa de los Montes
Helechosa de los Montes je španělské město situované v provincii Badajoz (autonomní společenství Extremadura).

## Poloha
Obec je vzdálena 234 km od města Badajoz. Patří do okresu La Siberia a soudního okresu Herrera del Duque.

## Historie
V roce 1834 se obec stává součástí soudního okresu Herrera del Duque. V roce 1842 čítala obec 111 usedlostí a 422 obyvatel.

## Odkazy

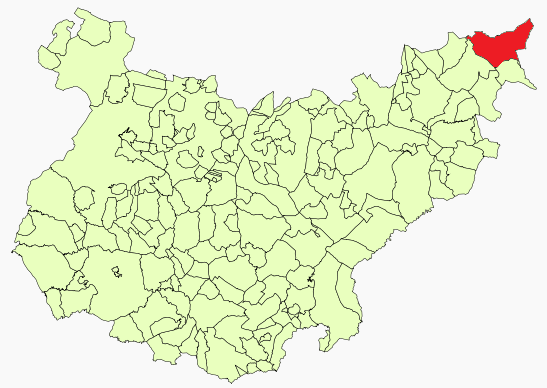
Poloha obce v provincii Badajoz

## Demografie
| Populace obce Helechosa de los Montes z let (1842–2010) | Populace obce Helechosa de los Montes z let (1842–2010) | Populace obce Helechosa de los Montes z let (1842–2010) | Populace obce Helechosa de los Montes z let (1842–2010) | Populace obce Helechosa de los Montes z let (1842–2010) | Populace obce Helechosa de los Montes z let (1842–2010) | Populace obce Helechosa de los Montes z let (1842–2010) | Populace obce Helechosa de los Montes z let (1842–2010) | Populace obce Helechosa de los Montes z let (1842–2010) | Populace obce Helechosa de los Montes z let (1842–2010) | Populace obce Helechosa de los Montes z let (1842–2010) | Populace obce Helechosa de los Montes z let (1842–2010) | Populace obce Helechosa de los Montes z let (1842–2010) | Populace obce Helechosa de los Montes z let (1842–2010) | Populace obce Helechosa de los Montes z let (1842–2010) | Populace obce Helechosa de los Montes z let (1842–2010) | Populace obce Helechosa de los Montes z let (1842–2010) | Populace obce Helechosa de los Montes z let (1842–2010) |
| ------------------------------------------------------- | ------------------------------------------------------- | ------------------------------------------------------- | ------------------------------------------------------- | ------------------------------------------------------- | ------------------------------------------------------- | ------------------------------------------------------- | ------------------------------------------------------- | ------------------------------------------------------- | ------------------------------------------------------- | ------------------------------------------------------- | ------------------------------------------------------- | ------------------------------------------------------- | ------------------------------------------------------- | ------------------------------------------------------- | ------------------------------------------------------- | ------------------------------------------------------- | ------------------------------------------------------- |
| 1842                                                    | 1857                                                    | 1860                                                    | 1877                                                    | 1887                                                    | 1897                                                    | 1900                                                    | 1910                                                    | 1920                                                    | 1930                                                    | 1940                                                    | 1950                                                    | 1960                                                    | 1970                                                    | 1981                                                    | 1991                                                    | 2001                                                    | 2010                                                    |
| 422                                                     | 679                                                     | 696                                                     | 631                                                     | 780                                                     | 815                                                     | 851                                                     | 899                                                     | 1 120                                                   | 1 661                                                   | 1 963                                                   | 2 284                                                   | 2 131                                                   | 1 109                                                   | 919                                                     | 746                                                     | 749                                                     | 721                                                     |